# Halvadjiisko, Tărgoviște
Halvadjiisko (în bulgară Халваджийско) este un sat în comuna Antonovo, regiunea Tărgoviște,  Bulgaria. 

## Demografie
Componența etnică a satului Halvadjiisko
     Bulgari (100%)
     Nicio identificare (0%)
     Altele (0%)
La recensământul din 2011, populația satului Halvadjiisko era de 11 locuitori. Din punct de vedere etnic, toți locuitorii erau bulgari.